# Adam Żychliński
Adam Żychliński herbu Szeliga (ur. ok. 1670 r., zm. przed 14 lipca 1736 r.) – kasztelan lądzki (1703–1710), kasztelan międzyrzecki (1710–1732).

## Życiorys
Syn Wojciecha i jego drugiej żony Katarzyny Prządzyńskiej. Poślubił Elżbietę Osiecką herbu Dołęga, córkę Sebastiana, chorążego brzeskokujawskiego. Z małżeństwa z drugą żoną urodziło się trzech potomków: syn Serafin i dwie córki: Anna, późniejsza żona Mikołaja Wierusz-Kowalskiego, surrogatora grodzkiego ostrzeszowskiego, i Teresa.
Pełnił obowiązki pisarza grodzkiego kaliskiego. Poseł na sejm 1701 roku i sejm z limity 1701-1702 roku z województwa poznańskiego. Był marszałkiem sejmiku w Środzie. Dnia 26 stycznia 1703 mianowany w Toruniu przez Króla Polski Augusta II, kasztelanem lądzkim. W roku 1710 otrzymał nominację na kasztelana międzyrzeckiego. Urząd ten sprawował do śmierci.
Od 1729 roku był właścicielem dóbr Kazimierz Biskupi. Mieszczan Kazimierza Biskupiego pozbawił po 1730 roku prawa produkcji i sprzedaży piwa oraz wódki, zachowując je wyłącznie dla dworu.  